# 欣諾特山
61°31′08″N 8°27′04″E / 61.51889°N 8.45111°E
欣諾特山是挪威的山峰，位於該國東南部內陸郡，處於洛姆，距離首都奧斯陸220公里，屬於尤通黑門山脈的一部分，海拔高度2,114米。